# Amazonides ferida
Amazonides ferida är en fjärilsart som beskrevs av Arnold Pagenstecher 1893. Amazonides ferida ingår i släktet Amazonides och familjen nattflyn. Inga underarter finns listade i Catalogue of Life.